# 니시고촌 (야마가타현 미나미무라야마군)
니시고촌(西郷村)은 야마가타현 미나미무라야마군에 있던 촌이다.
에도시대에는 데와카미야마번의 영지 내에 속했다.

## 역사
- 1889년 4월 1일 - 정촌제 시행에 의해 미나미무라야마군 니시고촌이 성립하였다.
- 1954년 10월 1일 - 가미노야마정, 혼조촌, 히가시촌, 미야오촌, 나카가와촌과 합병, 시로 승격해 가미노야마시가 성립하여 소멸했다.

## 행정
- 촌장: 스즈키 유키오
- 촌의회 의장: 우치노 쇼지로
- 의원 수: 16명
- 면적: 30.48㎢
- 인구: 5,029명
- 가구수: 751

## 참고문헌
- 『市町村名変遷辞典』東京堂出版、1990年。